# 陳兆葵
陳兆葵（？—？），湖南桂陽直隸州人，清朝政治人物。

## 生平
光緒十二年（1886年）丙戌科二甲第一百三十名進士。同年五月選翰林院庶吉士，十五年（1889年）四月散館授編修。

## 家族
父陳士。兄陳兆文，弟陳兆璇。